# حقيبة البريد
يمكن أن تكون حقيبة البريد أو كيس البريد واحدة من عدة أنواع من الحقائب المستخدمة لجمع أو حمل أنواع مختلفة من المواد والقرطاسية البريدية.

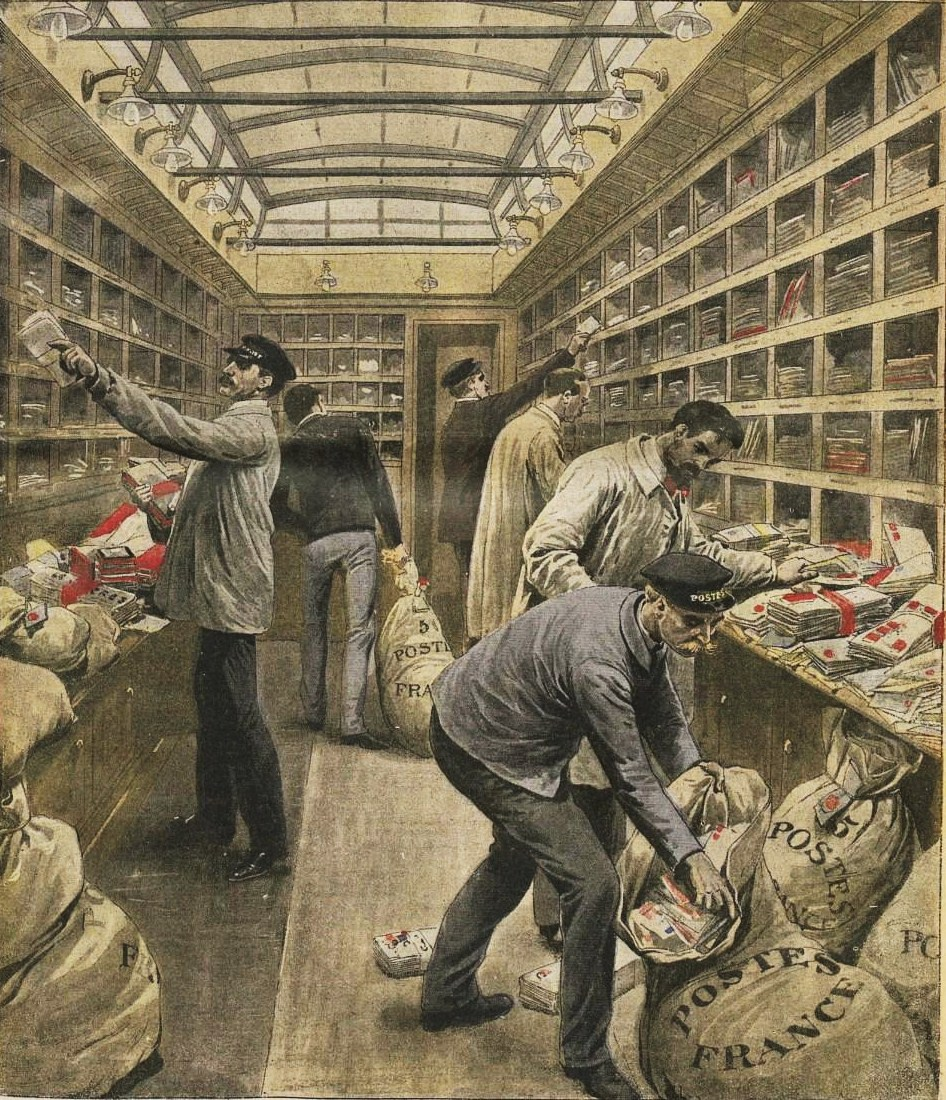
حقائب بريد في مكتب بريد داخل عربة قطار للسكك الحديدية- 1909

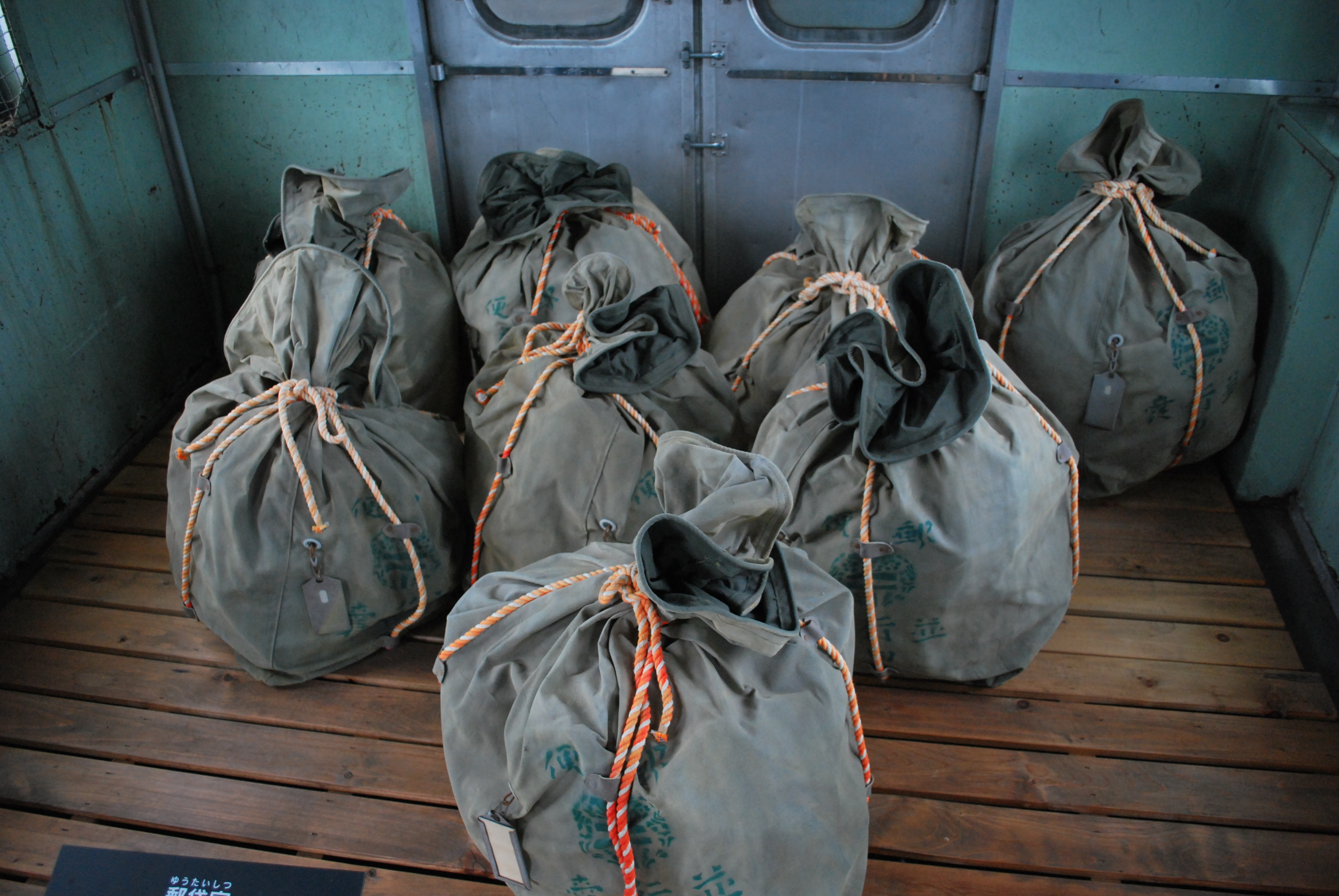
حقائب بريد يابانية

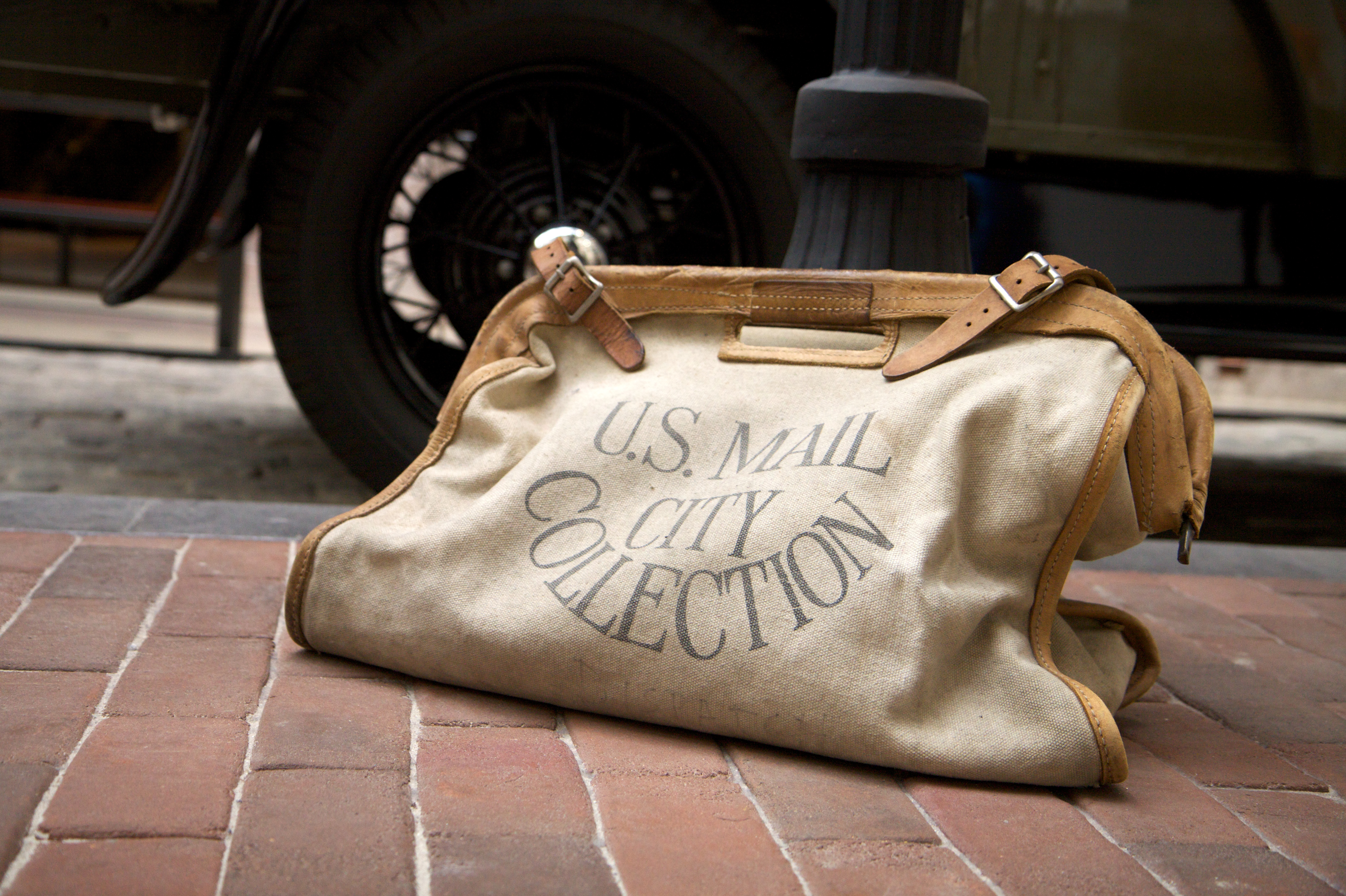
حقيبة بريد أمريكية قديمة في متحف البريد

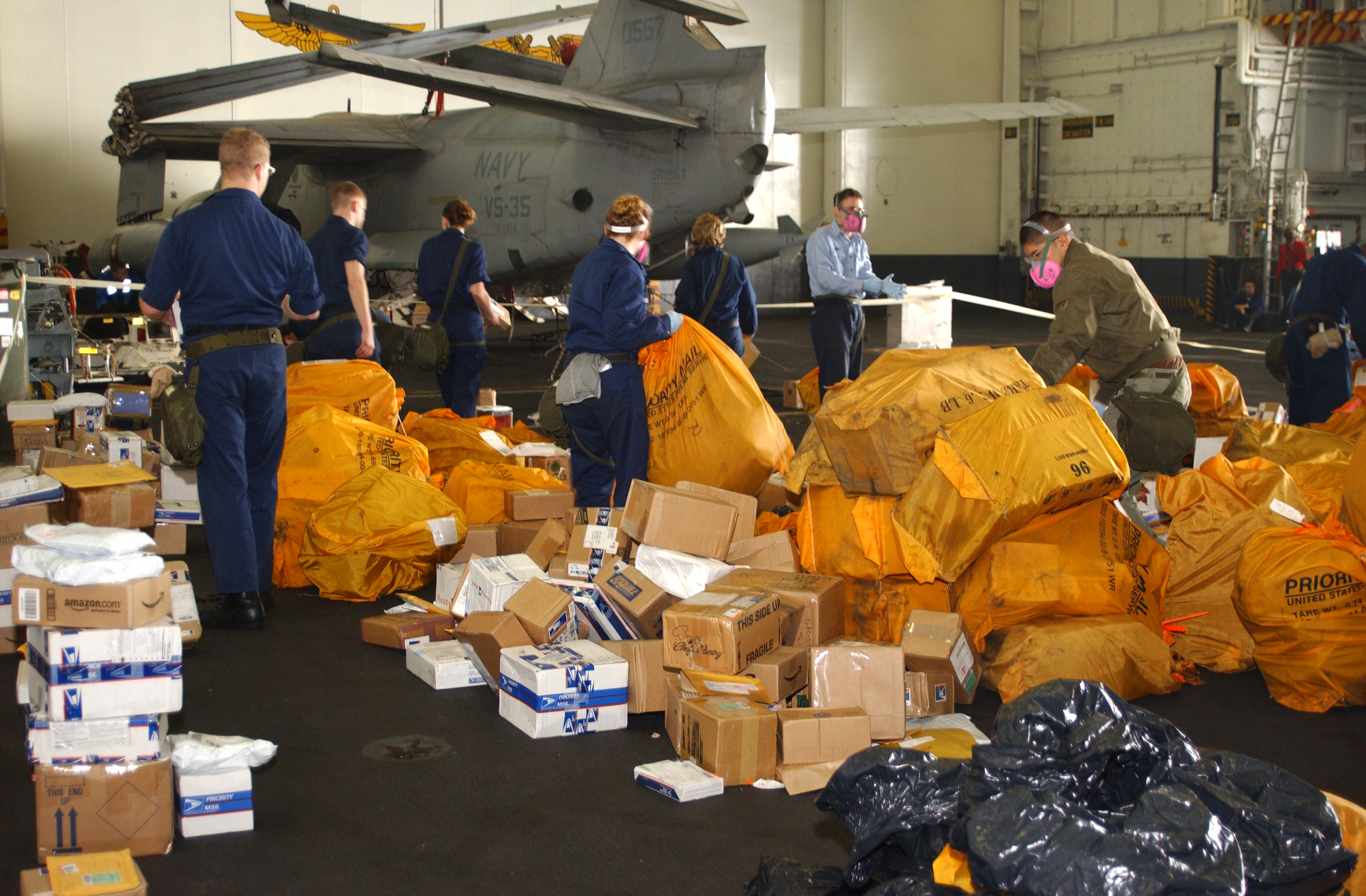
حقائب وطرود خاصة لنقل البريد

## حقيبة ساعي البريد
حقيبة الساعي (وتسمى أيضًا حقيبة البريد) هي نوع من الحقائب، وعادة ما تكون مصنوعة من القماش (طبيعي أو صناعي). ترتدى على كتف واحدة مع حزام يمتد عبر الصدر لإراحة الحقيبة على أسفل الظهر.
تستخدم حقائب السعاة حالياً كإكسسوار للأزياء أحيانًا. ومن المألوف مشاهدتها في البيئات الحضرية، بين راكبي الدراجات والركاب. يستعملها طلاب الكليات والمدارس الثانوية وركاب الدراجات لأغراض وظيفية وعصرية. تصمم العديد من الشركات حقائب سعاة بريد خصيصًا لسوق الجامعات. مقارنةً بحقيبة الظهر، من الأسهل وضع الكتب والمفكرات والإمدادات وإزالتها من حقيبة الساعي لأنه يمكن نقلها بسهولة إلى جانب الجسم، مما يوفر إمكانية وصول أفضل. توفر حقائب السعاة مقاومة للطقس الجوي أكثر من الحقائب المدرسية المصنوعة من الجلد.

## اقرأ أيضا
- Cushing، Marshall (1893). The Story of Our Post Office: The Greatest Government Department in all its Phases. Boston, Massachusetts: A.M. Thayer & Co – عبر أرشيف الإنترنت.
- Melius، Louis (1917). The American postal service: history of the postal service from the earliest times. The American system described with full details of operation. Washington, D.C.: National Capital Press. اطلع عليه بتاريخ 2012-08-15 – عبر أرشيف الإنترنت.